# وحوش مسعى التنين: قلب القافلة
وحوش مسعى التنين: قلب القافلة (ドラゴンクエストモンスターズ キャラバンハート دوراغون كويستو مونستازو كيارابان هاتو) هي اللعبة الثالثة من سلسلة وحوش مسعى التنين، نشرتها إنكس فقط في اليابان لمنصة غيم بوي أدفانس. أُعلنت اللعبة في ذات الوقت مع مسعى التنين 8 في فاميتسو في 2002. كألعاب مسعى التنين الأخرى فإن تطويرها قاده يوجي هوري.

## وصلات خارجية
- (باليابانية)